# Костурска еврейска община
Еврейската общност в Костур, Македония, процъфтява няколко века - съществува от VI век, а е унищожена с избиването на повечето ѝ членове в концентрационния лагер Аушвиц от германските окупационни власти по време на Втората световна война през 1944 година.

## История
Заселването на първите еврейски семейства в град Костур според писмените сведения става в VI век по времето на император Юстиниан I. Така се създава общността на евреите романиоти, които говорят йеванически - еврейски диалект на гръцкия език. След пристигането евреите сефаради от Испания и Португалия по време на османското владичество в XVII век, някои от тях се установява в Костур. Сефарадите повлияват в значителна степен начина на живот на градски евреи, тъй като имат добра икономическа ситуация и добро образование. Те налагат употребата на ладински език в общността и създават свои собствени места за поклонение и засилват търговската дейност на членовете на общността. Въпреки увеличеното присъствие на сефаради обаче, в Костур преобладават романиотите.
- Менахем Исак Захари, равин на Костур, Македония, в началото на XX век. Снимка на Леонидас Папазоглу
- Еврейска двойка от Костур в началото на XX век. Снимка на Леонидас Папазоглу
- Костурската синагога „Арагония“ на площад „Омония“, разрушена в средата на XX век

Еврейските търговците от Костур често пътуват до близките големи градове като Битоля, Охрид и Корча, за да продаде стоката си, а всеки петък се връщат в Костур, за да продават на местния пазар. Отношенията в града между евреи, християни и мюсюлмани са хармонични в продължение на векове. В ранните години на османското владичество костурските евреи изнасят осолена риба от Костурското езеро и вино. В късните години на османската власт евреите в Костур се занимават предимно с търговия, докато християнските жители на града - с обработката на кожи и търговията с кожени изделия.
Пътешественикът Евлия Челеби, който минава през Костур в XVII век, казва, че в града преобладават християните, като има 16 християнски махали, три мюсюлмански и една еврейска.
Видни представители на костурската еврейска общност са равинът и поет Товия бен Елиезер от XI век, и литургистът Менахем бен Елия от втората половина на XV век.
По време на окупацията на Гърция през Втората световна война в 1941 година, регионът на Костур попада в италианската окупационна зона. Евреите не се сблъскват с преследванията, претърпени от еврейските общности в районите на Гърция под германска окупация. Те продължават да са процъфтяваща общност, представляваща около 10% от жителите на града - приблизително 900 души.
След капитулацията на Италия през септември 1943 г., регионът е окупиран от германски войски. На 24 март 1944 година еврейските жители на града са събрани от хитлеристките войски в махалата Свети Атанасий и са откарани в Солун, а оттам в концентрационния лагер Аушвиц на 10 – 11 април 1944 година. На 7 октомври 1944 година в Аушвиц, където са и другите гръцки евреи, избухва неуспешен бунт. От костурските евреи оцеляват в Холокоста едва 35 души – 96% от еврейската общност е унищожена.
Еврейската общност в Костур не се възстановява, тъй като много малко от членовете ѝ се връщат. В средата на XX век е унищожена и синагогата. В 2000 година на мястото на сборния пункт, на който на 24 март 1944 година са събрани за депортация костурските евреи, е издигнат паметник.